# Xanthopimpla mardiensis
Xanthopimpla mardiensis är en stekelart som beskrevs av Izfa och Idris 2006. Xanthopimpla mardiensis ingår i släktet Xanthopimpla och familjen brokparasitsteklar. Inga underarter finns listade i Catalogue of Life.